# تپه کهریز تپه سی
تپه کهریز تپه سی مربوط به عصر برنز - عصر آهن است و در شهرستان ماهنشان، بخش انگوران، دهستان انگوران، روستای اوچ داش، ۷۰۰ متری جنوب غرب روستا واقع شده و این اثر در تاریخ ۲۵ آبان ۱۳۸۷ با شمارهٔ ثبت ۲۳۸۴۳ به‌عنوان یکی از آثار ملی ایران به ثبت رسیده است.